# Promesas (álbum de José José)
Promesas es el título del 21°. álbum de estudio grabado y realizado por el artista mexicano José José, Fue lanzado al mercado bajo el sello discográfico RCA Ariola a finales de 1985. De nueva cuenta el compositor de todos los temas es el español Rafael Pérez-Botija, además de que él es quien funge como arreglista, director y productor del disco. Los principales sencillos que derivaron de la producción fueron  Me vas a echar de menos, Amantes, Más y Lástima, marcando casi el final del uso de los discos sencillos (EP) para la promoción de los álbumes del intérprete, debido a la llegada de la tecnología del disco compacto. Según la página web oficial de José José, con este disco el cantante se hizo merecedor a un Disco de Platino por sus altas ventas, y además se hizo merecedor a los galardones "Top Latin Artist" y "Top Latin LP", que otorga la revista Billboard. Este es el álbum de habla hispana más exitoso en la historia de la música y fue el álbum mas escuchado durante todo el año 1986. El álbum logró vender más de 18 millones de copias, ademas, recibio el primer disco plutonio, el unico de su carrera y el primero en el mundo. 
El sencillo Pruébame obtuvo una nominación para el Premio Grammy a la Mejor Interpretación de Pop Latino en los 29°. entrega anual de los Premios Grammy,  celebrada el martes 24 de febrero de 1987, en el cual ganó Le Lo Lai de José Feliciano.

## Lista de canciones
- Todas los temas escritos, compuestos y producidos por Rafael Pérez-Botija.

| Promesas |                              |                     |                     |          |  |
| N.º      | Título                       | Escritor(es)        | Productor (es)      | Duración |  |
| 1.       | «Amantes»                    | Rafael Pérez-Botija | Rafael Pérez-Botija | 3:08     |  |
| 2.       | «Me vas a echar de menos»    | Rafael Pérez-Botija | Rafael Pérez-Botija | 2:57     |  |
| 3.       | «Más»                        | Rafael Pérez-Botija | Rafael Pérez-Botija | 3:05     |  |
| 4.       | «Pruébame»                   | Rafael Pérez-Botija | Rafael Pérez-Botija | 3:05     |  |
| 5.       | «Muchacho»                   | Rafael Pérez-Botija | Rafael Pérez-Botija | 3:38     |  |
| 6.       | «Sólo tú»                    | Rafael Pérez-Botija | Rafael Pérez-Botija | 3:02     |  |
| 7.       | «Tú me estás volviendo loco» | Rafael Pérez-Botija | Rafael Pérez-Botija | 3:03     |  |
| 8.       | «Promesas»                   | Rafael Pérez-Botija | Rafael Pérez-Botija | 3:03     |  |
| 9.       | «Lástima»                    | Rafael Pérez-Botija | Rafael Pérez-Botija | 3:01     |  |
| 10.      | «Yo»                         | Rafael Pérez-Botija | Rafael Pérez-Botija | 3:11     |  |
| 31:06    |                              |                     |                     |          |  |

## Créditos y personal

### Músicos
- José José       - Voz
- Rafael Pérez-Botija - Composición, arreglos, dirección y realización.
- Joel Soifer         - Ingeniería de sonido (California)
- Tito Saavedra       - Ingeniería de sonido (Madrid)
- Mezclado por Joel Soifer en los Estudios Sound Labs. (Hollywood, California).
- Gerardo Beretta     - Fotografía
- Alberto Reyna       - Diseño
- BMG Arabella        - Editora.

## Posicionamiento en las listas
| Lista (1986)                    | Máxima posición |
| ------------------------------- | --------------- |
| U.S. Billboard Latin Pop Albums | 1               |

### Sucesión y posicionamiento
| Predecesor: Primitive Love de Miami Sound Machine | U.S. Billboard Latin Pop Albums — Álbum N°. 1 (Primera vuelta) 8 de febrero de 1986 - 2 de mayo de 1986   | Sucesor: Paloma brava de Rocío Jurado                    |
| Predecesor: Paloma brava de Rocío Jurado          | U.S. Billboard Latin Pop Albums — Álbum N°. 1 (Segunda vuelta) 31 de mayo de 1986 - 31 de octubre de 1986 | Sucesor: Toda la vida y otros grandes éxitos de Emmanuel |